# Halve marathon van Egmond 2018
De 46e editie van de halve marathon van Egmond vond plaats op zondag 14 januari 2018. De weersomstandigheden waren deze editie relatief gunstig. Er stond vrij weinig wind, maar met 3 graden was het wel koud. Het strand lag er redelijk goed bij. 
De Keniaan Edwin Kiptoo snelde in 1:02.36 naar een onbedreigde overwinning. Tweede werd Leonard Langat in 1:04.15 en derde Ronald Kirui in 1:04.26. Eerste Nederlander werd Abdi Nageeye. Hij slaagde er op de laatste kilometers bijna nog in het podium te bereiken. Hij werd vierde in 1:04.34. De eerste Belg was Koen Naert op een zesde plaats in 1:05.19.
De overwinning bij de vrouwen ging na een spannende wedstrijd naar Zeyenba Yemir uit Ethiopië in 1:12.19, voor Evaline Chirchir uit Kenia en de winnares van de Amsterdam Marathon Tadelech Bekele.
Naast de halve marathon kende het evenement een wedstrijd met als afstand een kwart marathon (10,5 km).

## Uitslagen

### Mannen
| pos. | atleet                 | land      | tijd    |
| ---- | ---------------------- | --------- | ------- |
| 1    | Edwin Kiptoo           | Kenia     | 1:02.36 |
| 2    | Leonard Langat         | Kenia     | 1:04.15 |
| 3    | Ronald Kirui           | Kenia     | 1:04.26 |
| 4    | Abdi Nageeye           | Nederland | 1:04.34 |
| 5    | Ben Somikwo            | Oeganda   | 1:04.42 |
| 6    | Koen Naert             | België    | 1:05.19 |
| 7    | Yakoub Labquirar       | Marokko   | 1:05.24 |
| 8    | Nick Van Peborgh       | België    | 1:05.30 |
| 9    | Michel Butter          | Nederland | 1:05.42 |
| 10   | Ronald Schröer         | Nederland | 1:06.18 |
| 11   | Lucas Nieuweboer       | Nederland | 1:06.57 |
| 12   | Edwin de Vries         | Nederland | 1:07.32 |
| 13   | Willem Van Schuerbeeck | België    | 1:07.36 |
| 14   | Florent Caelen         | België    | 1:07.51 |
| 15   | Régis Thonon           | België    | 1:08.02 |

### Vrouwen
| pos. | atleet               | land      | tijd    |
| ---- | -------------------- | --------- | ------- |
| 1    | Zeyneba Yemer        | Ethiopië  | 1:12.19 |
| 2    | Evaline Chirchir     | Kenia     | 1:12.26 |
| 3    | Tadelech Bekele      | Ethiopië  | 1:12.29 |
| 4    | Enatnesh Alamrew     | Ethiopië  | 1:12.48 |
| 5    | Hawi Megersa         | Ethiopië  | 1:12.51 |
| 6    | Jill Holterman       | Nederland | 1:15.21 |
| 7    | Andrea Deelstra      | Nederland | 1:16.07 |
| 8    | Ruth van der Meijden | Nederland | 1:16.44 |
| 9    | Jacelyn Gruppen      | Nederland | 1:18.08 |
| 10   | Britt Ummels         | Nederland | 1:18.12 |
| 11   | Bo Ummels            | Nederland | 1:18.56 |
| 12   | Karen Van Proeyen    | België    | 1:19.25 |
| 13   | Pauline Claessen     | Nederland | 1:20.48 |
| 14   | Eva van Zoonen       | Nederland | 1:21.00 |
| 15   | Marije Peters        | Nederland | 1:21.16 |
| 16   | Lisanne Meuleman     | Nederland | 1:22.12 |
| 17   | Eeva Feuth           | Finland   | 1:22.50 |
| 18   | Inge de Jong         | Nederland | 1:23.18 |

1973 ·
1974 ·
1975 ·
1976 ·
1977 ·
1978 ·
1979 ·
1980 ·
1981 ·
1982 ·
1983 ·
1984 ·
1985 ·
1986 ·
1987 ·
1988 ·
1989 ·
1990 ·
1991 ·
1992 ·
1993 ·
1994 ·
1995 ·
1996 ·
1997 ·
1998 ·
1999 ·
2000 ·
2001 ·
2002 ·
2003 ·
2004 ·
2005 ·
2006 ·
2007 ·
2008 ·
2009 ·
2010 ·
2011 ·
2012 ·
2013 ·
2014 ·
2015 ·
2016 ·
2017 ·
2018 ·
2019 ·
2020 ·
2021 ·
2022 ·
2023 ·
2024 ·
2025